# Madame Sousatzka
Madame Sousatzka is een Britse film uit 1988 van John Schlesinger met in de hoofdrollen Shirley MacLaine en Navin Chowdhry.
De film is gebaseerd op het gelijknamige boek van Bernice Rubens die het boek baseerde op de ervaringen van haar broer Harold Rubens die als kind piano studeerde bij de Russische pianiste en lerares madame Maria Levinskaya.  

## Verhaal
Alleenstaande moeder Sushila Sen is met haar zoon Manek geëmigreerd van India naar Engeland. Sushila heeft moeite de eindjes aan elkaar te knopen en werkt voor een cateringbedrijf. Haar zoon is een getalenteerd pianist en ze droomt ervan dat Manek veel geld gaat verdienen op het podium. Deze ambitie wordt echter dwarsgezeten door de pianolerares van haar zoon, Madame Sousatzka. In haar jeugd was Madame Sousatzka ook een wonderkind op de piano en net als Manek werd zij door haar moeder geprest om snel geld te verdienen met het geven van concerten. Zij heeft nog altijd nachtmerries van de afgang tijdens haar eerste concert en vindt dat haar leerlingen hiertegen in bescherming moeten worden genomen. Ze eist dat haar leerlingen pas het podium op mogen als ze er klaar voor zijn. Het vervelende is dat Madame Sousatzka dat moment nooit wil vaststellen. Al haar leerlingen hebben dan ook met haar gebroken om hun carrière te kunnen voortzetten. Er is dus veel onenigheid tussen Madame Sousatzka en Sushila over Manek. De laatste is een gewone jongen, opgegroeid in Londen en met aandacht voor meisjes en skateboarden. Hoewel Madame Sousatzka hem verbiedt te skaten, omdat hij zijn handen kan blesseren, doet hij het toch. Ook raakt hij zijn hoofd een beetje kwijt als hij Jenny ontmoet. Jenny is een jonge vrouw, jaren ouder dan de zestienjarige Manek, die in hetzelfde pension als Madame Sousatzka woont. De laatste is weinig ingenomen met de sluimerende affaire. Ze wil Manek in alles vormen, hoe hij zich kleedt, zijn mes en vork gebruikt bij het eten of alleen maar iemand een hand geeft. Volgens Madame Sousatzka is een goede pianist alleen een goede pianist als hij gevormd is tot een 'gentleman'. De zaak wordt op de spits gedreven als een theateragent belangstelling toont voor Manek en hem wil boeken voor een aantal klassieke concerten. Manek twijfelt nu, zeker als zijn moeder plotseling zonder werk komt te zitten.

## Rolverdeling
| Acteur           | Personage        |
| ---------------- | ---------------- |
| Shirley MacLaine | Madame Sousatzka |
| Navin Chowdhry   | Manek            |
| Shabana Azmi     | Sushila Sen      |
| Peggy Ashcroft   | Lady Emily       |
| Twiggy           | Jenny            |

## Achtergrond
In 1925 meldt de zevenjarige Harold Rubens zich bij Madame Maria Levinskaya voor pianolessen. Rubens is de zoon van een Joods musicus die Litouwen is ontvlucht. Nog geen drie jaar later wint de jonge Rubens al verschillende prijzen met zijn pianospel en voor zijn optredens. Madame Levinskaya was in 1917 Rusland ontvlucht na het uitbreken van de Russische Revolutie en was een bekende pianolerares uit de tijd van vlak na de Eerste Wereldoorlog. Harold, zou later, behalve een pianist, ook politiek activist worden in de anti-apartheidsbeweging in Zuid-Afrika. Zijn zuster Beatrice bewerkte in 1962 Harolds jeugdervaringen in haar roman Madame Sousatzka. Scenariste Ruth Prawer Jhabvala, bekend van haar scenario's voor James Ivory en Ismail Merchant, gebruikte de roman als uitgangspunt. Het boek vertelt over de joodse Marcus Chrominski die in 1925 bij Madame Sousatzka komt studeren. Ruth Prawer Jhabvala heeft de roman verplaatst naar het Londen van 1988 en van Marcus Chrominski een Brit met een Indiase afkomst gemaakt. Wat gebleven is, is het merkwaardige pension waar Sousatzka woont en de strijd tussen moeder en pianolerares, met de jonge pianist als lijdend voorwerp. 

## Productie
Shirley MacLaine speelde de rol van Madame Sousatzka. Om ouder te lijken, liet ze haar dieet varen en kwam kilo's aan, verfde haar haar grijs en liet de lijnen in haar gezicht zien. De worsteling die ze laat zien van een vrouw die wordt geplaagd door haar jeugdtrauma en de liefde voor haar muziek en studenten, leverde haar een Golden Globe op.
De film werd deels opgenomen op de The Heathland School in Hounslow, Middlesex.